# Siergiej Bułygin
Siergiej Iwanowicz Bułygin (ros. Сергей Иванович Булыгин, ur. 10 lipca 1963 w Sołowiówce w obwodzie nwosybirskim) – rosyjski biathlonista reprezentujący ZSRR, mistrz olimpijski i pięciokrotny medalista mistrzostw świata.

## Kariera
Pierwszy sukces w karierze osiągnął w 1981 roku, zdobywając brązowy medal w sztafecie podczas mistrzostw świata juniorów w Lahti. Na rozgrywanych rok później mistrzostwach świata juniorów w Mińsku był trzeci w biegu indywidualnym, a w sztafecie zdobył tym razem srebrny medal.
W 1983 roku wziął udział w mistrzostwach świata w Anterselvie, gdzie razem z Jurijem Kaszkarowem, Algimantasem Šalną i Piotrem Miłoradowem zwyciężył w sztafecie. Zajął tam też szóste miejsce w biegu indywidualnym i dziewiąte w sprincie. Złoto w sztafecie zdobył również razem z Šalną, Kaszkarowem i Andriejem Zienkowem podczas mistrzostw świata w Ruhpolding w 1985 roku oraz podczas mistrzostw świata w Oslo rok później, gdzie sztafeta ZSRR wystąpiła w składzie: Dmitrij Wasiljew, Jurij Kaszkarow, Walerij Miedwiedcew i Jurij Kaszkarow. W tym czasie w startach indywidualnych plasował się poza czołową dziesiątką.
Ostatnie w karierze medale wywalczył podczas mistrzostw świata w Feistritz w 1989 roku. Najpierw reprezentacja ZSRR w składzie: Jurij Kaszkarow, Siergiej Czepikow, Aleksandr Popow i Siergiej Bułygin zwyciężyła w biegu drużynowym. Następnie w tym samym składzie zajęła drugie miejsce w sztafecie. Wystąpił tam też w biegu indywidualnym, kończąc rywalizację na 24. pozycji.
W 1984 roku brał udział w igrzyskach olimpijskich w Sarajewie, gdzie razem z Wasiljewem, Šalną i Kaszkarowem zdobył złoty medal w sztafecie. Ponadto zajął 17. miejsce w biegu indywidualnym i 11. miejsce w sprincie.
W zawodach Pucharu Świata zadebiutował 28 stycznia 1982 roku w Ruhpolding, zajmując drugie miejsce w biegu indywidualnym. Tym samym już w swoim debiucie nie tylko zdobył pierwsze punkty ale od razu stanął na podium. Rozdzielił tam dwóch reprezentantów NRD: Franka Ullricha i Matthiasa Jacoba. W kolejnych startach jeszcze trzy razy plasował się w czołowej trójce: 26 stycznia 1985 roku w Anterselvie był trzeci w sprincie, 26 stycznia 1989 roku w Ruhpolding wygrał bieg indywidualny, a 14 grudnia 1989 roku w Obertilliach w tej samej konkurencji był trzeci. Najlepsze wyniki osiągnął w sezonach 1982/1983 i 1984/1985, kiedy zajmował 17. miejsce w klasyfikacji generalnej.
W 1984 roku został odznaczony Orderem „Znak Honoru” oraz otrzymał tytuł Zasłużonego Mistrza Sportu ZSRR.
Po zakończeniu kariery pracował jako trener.

## Osiągnięcia

### Igrzyska olimpijskie
| Rok  | Miejscowość | Konkurencje | Konkurencje | Konkurencje | Konkurencje | Konkurencje | Konkurencje | Konkurencje |
| Rok  | Miejscowość | IN          | SP          | PU          | MS          | RL          | MR          | SR          |
| ---- | ----------- | ----------- | ----------- | ----------- | ----------- | ----------- | ----------- | ----------- |
| 1984 | Sarajewo    | 17.         | 11.         | nd.         | nd.         | 1.          | nd.         | –           |

### Mistrzostwa świata
| Rok  | Miejscowość | Konkurencje | Konkurencje | Konkurencje | Konkurencje | Konkurencje | Konkurencje | Konkurencje |
| Rok  | Miejscowość | IN          | SP          | PU          | MS          | RL          | MR          | SR          |
| ---- | ----------- | ----------- | ----------- | ----------- | ----------- | ----------- | ----------- | ----------- |
| 1983 | Anterselva  | 6.          | 9.          | nd.         | nd.         | 1.          | nd.         | –           |
| 1985 | Ruhpolding  | 12.         | 16.         | nd.         | nd.         | 1.          | nd.         | –           |
| 1986 | Oslo        | –           | 54.         | nd.         | nd.         | 1.          | nd.         | –           |
| 1989 | Feistritz   | 24.         | –           | nd.         | nd.         | 2.          | nd.         | –           |

### Puchar Świata

#### Miejsca w klasyfikacji generalnej
| Sezon     | Miejsce |
| --------- | ------- |
| 1981/1982 | 22.     |
| 1982/1983 | 17.     |
| 1983/1984 | ?       |
| 1984/1985 | 17.     |
| 1985/1986 | 22.     |
| 1988/1989 | 24.     |
| 1989/1990 | 41.     |

#### Miejsca na podium chronologicznie
| Lp. | Dzień       | Rok  | Miejscowość  | Konkurencja                | Lokata | Pudła   | Czas biegu | Strata  | Zwycięzca      |
| --- | ----------- | ---- | ------------ | -------------------------- | ------ | ------- | ---------- | ------- | -------------- |
| 1.  | 28 stycznia | 1982 | Ruhpolding   | Bieg indywidualny na 20 km | 2.     | ?       | 1:08:10,0  | +3:38,0 | Frank Ullrich  |
| 2.  | 26 stycznia | 1985 | Anterselva   | Sprint na 10 km            | 3.     | 0+0     | 30:59,3    | +25,3   | Alfred Eder    |
| 3.  | 26 stycznia | 1989 | Ruhpolding   | Bieg indywidualny na 20 km | 1.     | 0+1+0+0 | 54:24,5    | –       | –              |
| 4.  | 14 grudnia  | 1989 | Obertilliach | Bieg indywidualny na 20 km | 3.     | 1       | 54:58,4    | +2:00,1 | André Sehmisch |